# Stercobilină
Stercobilina este un pigment biliar  tetrapirolic, unul dintre produsele finale al catabolismului hemului. Acesta este responsabil pentru culoare maro a maselor fecale umane și a fost extras pentru prima dată în 1932. Stercobilina poate fi folosit ca un indicator biochimic al nivelului de poluare  cu fecale în râuri și alte bazine acvatice.
Catabolismul bilirubinei are loc în intestin sub acțiunea florei intestinale, rezultând mai întâi stercobilinogen și apoi stercobilină, formă sub care se elimină in fecale. Atât urobilirubinogenul cât și urobilina, sunt de fapt tot stercobilinogen și stercobilină, pigmenți eliminați sub aceeași formă prin urină.